# 土葬
埋葬从字面上说是将一个人或物体埋入地下的行为。这是通过在地上挖掘坑或壕沟，将物体放入，再进行覆盖所实现的，甚至以矯形的方式去安葬。是把人的遗体先装在棺材里，然后再把棺材埋于土中。

## 历史
莫斯特期墓葬是目前所知的最早土葬。
納萊迪人會土葬，比智人早至少10萬年。
中國的夏、殷等朝代都是采用土葬。中國自古即流行土葬，《周礼》更中“眾生必死，死必歸土”，《韓詩外傳》中说“人死曰鬼，鬼者归也，精气归于天，肉归于地。”

## 人类埋葬的原因

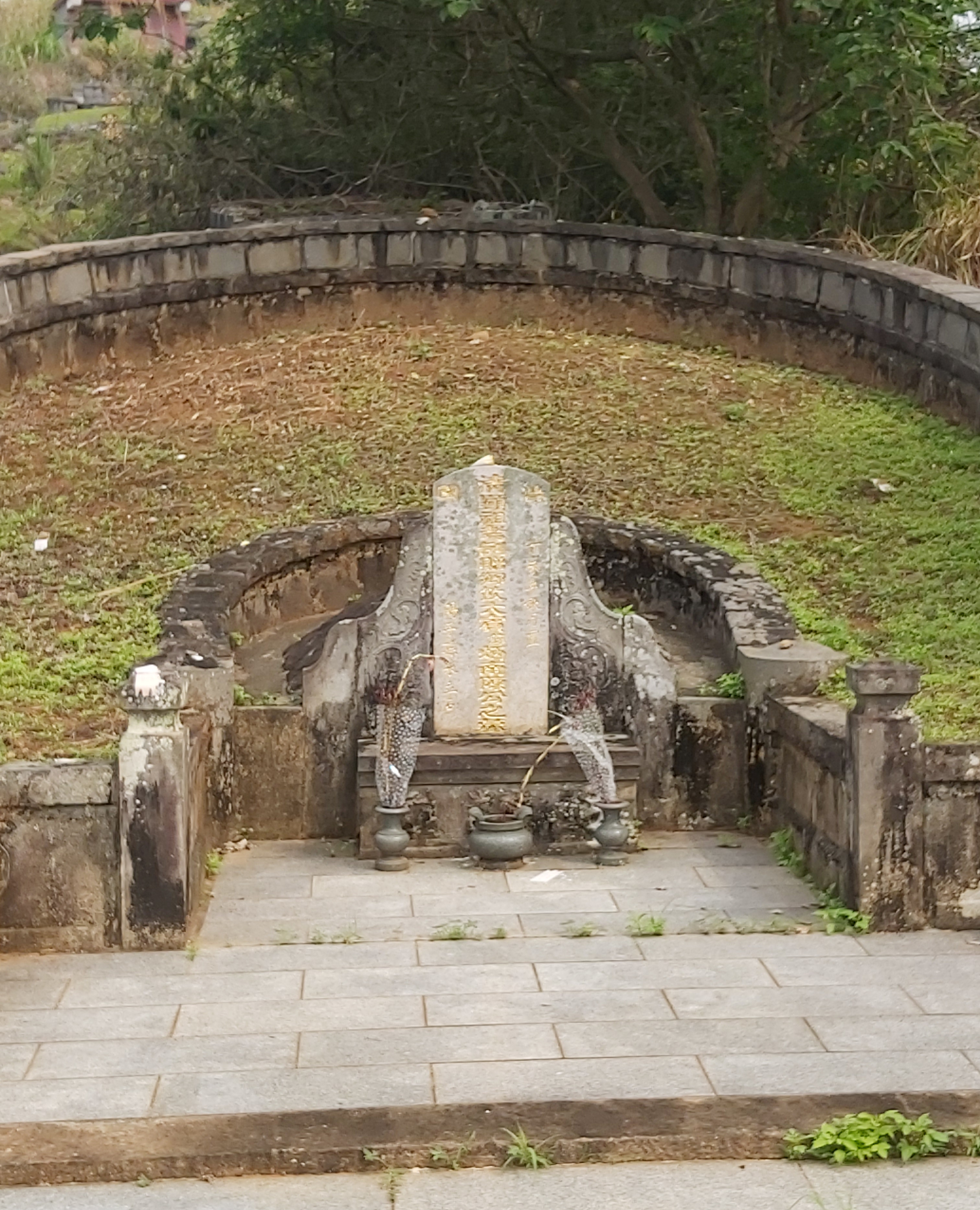
臺灣的土葬墳墓

因為中國傳統，死後要留全屍（從「死無全屍」，「死無葬身之地」等這几句诅咒可以看出），
所以人們通常會選擇土葬，以便死後留全屍。

## 埋葬方法

### 自然葬
将尸体埋入土中，參見「墳墓」、「亂葬崗」

### 防腐
參見「木乃伊」、「金字塔」。

### 放入衣物和个人物品
參見「衣冠塚」、「陪葬」。

### 各种特殊的埋葬方法
參見「天葬」、「水葬」、「塔葬」。

#### 中华文化中的埋葬
部分華南地区（包括香港和澳門），與臺灣有“捡骨”的习俗：初次下葬后若干年，開棺将遗骸里面的骨头拣出来二次安葬。

## 埋葬地点

### 在哪里埋葬
大多在家鄉附近的平原或者在死去的地方。

## 埋葬的替代物
- 海葬：有多種形式：
  - 把尸体包裹起来或放入棺材，再沉到海裏。多见于临海国家的传统或海军。
  - 把尸体火化之後，骨灰撤入大海。也有將屍體置於木排上，然後燃燒，木排隨水流漂流。
- 天葬：把尸体暴露在自然界，让野兽、飞鸟吃掉，为藏传佛教和一些北美印第安人的传统。旧时蒙古有把死者尸体餵狼群的风俗，认为借由此方式可以让死者升到“腾格里”（长生天），一般认为这也是天葬的一种形式。
- 悬棺葬：中国南方一些少数民族的仪式，将棺材悬挂在不容易达到的山崖上。
- 食尸：由其它人类食用其尸体，只有部分原始部落存在（如食人族），大部分国家法律禁止食尸（包括死婴、人体器官）。
- 屍體保存：透過屍體防腐處理技術，把屍體暫時或永久保存，使死人有活人的模样，以作紀念或給後人瞻仰。
- 基因葬：先记录及分析死者的基因，把基因信息保存后，再进行埋葬或火化。
- 干尸：古埃及的丧葬方式，利用盐水、防腐香料及防腐液把尸体变成木乃伊，以作长久保存。
- 树葬：把遗体火化后的骨灰埋在树下。
- 壁葬：把骨灰盒嵌入墙壁的一种丧葬方式，一堵壁葬墙可放几十至几百个骨灰盒。
- 人体冷冻：把尸体放在极低温（通常是摄氏零下一百九十度以下的液态氮）保存。不过也有人认为未来科技可以使死人复活，因此这部分人体未必会当作死亡。
- 环保水化：主要是透过水温，水流，及一些碱性物质，让遗体在最合适的环境下作出分解，经过数小时后，会把遗体的有机物质分解，最后只会遗下骨骼。
- 加工饰品：西方开始流行把骨灰加工成戒指、项链等的饰品，以使亲人认为死者灵魂可以长伴身旁。
- 太空葬：部分国家允许把骨灰随太空船或火箭升上太空，然后弹到太空中。
- 器官捐贈: 把遺體捐贈給有需要的病人，或捐贈給醫療機構作醫學教育及研究用途。

## 動物及寵物埋葬
不少主人都會為他們的寵物施行葬禮，並進行埋葬。埋葬方式一般跟人類的埋葬方式一樣，主要為有土葬、火葬、水化、基因葬等。

## 參閱
- 火葬
- 海葬
- 天葬
- 尸体